# Vite
Ett vite är ett penningbelopp som en domstol eller annan myndighet kan ålägga en part att betala för att ha underlåtit att följa myndighetens beslut. Vite kan även avtalas om mellan enskilda subjekt. En sådan vitesklausul kan lyda "vid brott mot klausul 3.3.1 ska part utge vite med 10 000 kronor". Genom att införa en vitesklausul i avtalet behöver den part som anlitar rättsväsendet inte bevisa skada eller skadans storlek, utan endast att ett avtalsbrott har skett.

## Vitets funktion
Vitet är ett påtryckningsmedel för att få en fysisk eller juridisk person att följa ett visst beslut. 

## Generella bestämmelser om vite i Sverige
Den centrala lagstiftningen är lagen (1985:206) om viten. Allmänna bestämmelser om viten finns även i brottsbalken och bötesverkställighetslagen (1979:189).
Ett vitesföreläggande ska vara riktat till en eller flera namngivna adressater.
Om föreläggandet innebär en skyldighet för adressaten att vidta en viss åtgärd, ska det framgå vid vilken tidpunkt eller inom vilken tidsfrist åtgärden ska vidtas. 
Vite får inte föreläggas, om adressaten kan antas sakna faktisk eller rättslig möjlighet att följa föreläggandet.
När vite har förelagts, får nytt vite mot adressaten i samma sak inte föreläggas förrän det tidigare föreläggandet har vunnit laga kraft.
När ett vite ska användas, anges i beslutet en viss tid för personen att vidta en åtgärd, och den summa som ska betalas i vite om beslutet inte följs. Ett sådant beslut kallas vitesföreläggande. 
Om personen följer beslutet kommer vitet inte att dömas ut. Om personen däremot inte följer beslutet kan vitet dömas ut, i Sverige av till exempel förvaltningsrätt eller tingsrätt.
Om detta inte ger den avsedda effekten kan domstolen eller myndigheten fatta ett nytt beslut med ett nytt vitesföreläggande med i allmänhet högre vitesbelopp. 

## Exempel på lagrum med vitesföreläggande
Som exempel kan nämnas att samtliga de immaterialrättsliga lagarna innehåller bestämmelser om vitesförbud såsom 8 kap. 3 § varumärkeslagen, 53 b § upphovsrättslagen, 57 b § patentlagen, 35 b § mönsterskyddslagen, 15 § andra stycket firmalagen, 9 b § lagen om skydd för kretsmönster och 9 kap. 2–5 §§ växtförädlarrättslagen. Vitesförbudet innebär att en domstol får, på yrkande av rättighetshavaren, vid vite förbjuda den som gör intrång att fortsätta intrånget.
Enligt 33 kap 12 kap Rättegångsbalken kan den som ska lämna uppgift om egna förhållanden, till exempel i stämningsansökan vid vite, föreläggas att fullgöra sin skyldighet.
Svenska migrationsverket får förelägga EES-medborgare att vid vite registrera sig eller att lämna vissa uppgifter som är nödvändiga för registrering. Fråga om utdömande av vite prövas av migrationsdomstol på ansökan av Migrationsverket.

## Engångsviten och löpande viten
Ett engångsvite (som också kallas ordinärt vite) bestäms till en viss bestämd engångssumma. Ett löpande vite bestäms till en viss summa per tidsperiod, till exempel för varje månad som beslutet inte följts. Ett löpande vite kan också bestämmas till en viss summa för varje gång som ett förbud överträds eller för varje gång den som vitet riktar sig mot låter bli att göra något som den förelagts. En skillnad mellan ordinärt vite och löpande vite är att när ett ordinärt vite dömts ut kan vite inte dömas ut på nytt i samma ärende utan att myndigheten beslutar om ett nytt vitesföreläggande. Ett löpande vite fortsätter att gälla och kan dömas ut flera gånger med samma vitesföreläggande som grund.

## Andra betydelser
Som begrepp kan vite även avse ett äldre ord med betydelsen straff eller vara en anspelning på någots färg, jämför Vite Krist. Det kan även återfinnas i meningen att åsamka någon skada, jämför blodvite.
Avtalsvite är ett civilrättsligt begrepp som används för ett på förhand bestämt skadestånd för den som inte följer ett ingånget avtal. 

## Rättsfall
- En miljönämnd ansökte om utdömande av vite om 30 000 kr mot en fastighetsägare. Denne invände att vitet borde efterskänkas med hänsyn till hans små ekonomiska förhållanden (6 000 kr/mån i pension och fastighetens  taxerad till 81 000 kr). Miljööverdomstolen jämkade vitet till 10 000 kr.

- Ett företag hade levererat skönhetsprodukter som innehöll bensoylperoxid. Bolaget invände att försäljningen skett av rent misstag och Miljööverdomstolen jämkade vitet från det av Läkemedelsverket fastställda 50 000 kr till 25 000 kr.[11]

- En bilfirma fortsatte sedan återförsäljaravtalet upphört att använda varumärket BMW i sin marknadsföring. Generalagenten för BMW i Sverige yrkade vid Stockholms tingsrätt att tingsrätten vid vite om 3 000 000 kr skulle förbjuda bolaget att använda varu- och näringskännetecknet ”BMW” i sin marknadsföring. Tingsrätten förbjöd i interimistiskt beslut marknadsföringen i enlighet med yrkandet. Generalagenten yrkade sedan vid Borås tingsrätt att vitet skulle dömas ut eftersom marknadsföringen fortsatt. Tingsrätten konstaterade i beslut att utdömandet av ett ojämkat vite skulle vara klart oskäligt. Det jämkades därför till 100 000 kr att utges till generalagenten.Efter överklagande konstaterade Hovrätten för Västra Sverige att vite ska enligt 25 kap. 9 § brottsbalken betalas till staten.[12]  Hovrätten fastställde vitet om 100 000 kr att betalas till staten.[12]